# أوسورنو
أوسورنو هي مدينة في تشيلي، تقع في Osorno Province ‏، وهي عاصمتها، بلغ عدد سكانها 161,460  نسمة، تبلغ مساحتها 951.3 كيلومتر مربع.

## المناخ
يظهر الجدول التالي التغييرات المناخية على مدار السنة لأوسورنو:
| البيانات المناخية لـأوسورنو                                                          | البيانات المناخية لـأوسورنو | البيانات المناخية لـأوسورنو | البيانات المناخية لـأوسورنو | البيانات المناخية لـأوسورنو | البيانات المناخية لـأوسورنو | البيانات المناخية لـأوسورنو | البيانات المناخية لـأوسورنو | البيانات المناخية لـأوسورنو | البيانات المناخية لـأوسورنو | البيانات المناخية لـأوسورنو | البيانات المناخية لـأوسورنو | البيانات المناخية لـأوسورنو | البيانات المناخية لـأوسورنو |
| الشهر                                                                                | يناير                       | فبراير                      | مارس                        | أبريل                       | مايو                        | يونيو                       | يوليو                       | أغسطس                       | سبتمبر                      | أكتوبر                      | نوفمبر                      | ديسمبر                      | المعدل السنوي               |
| ------------------------------------------------------------------------------------ | --------------------------- | --------------------------- | --------------------------- | --------------------------- | --------------------------- | --------------------------- | --------------------------- | --------------------------- | --------------------------- | --------------------------- | --------------------------- | --------------------------- | --------------------------- |
| الدرجة القصوى °م (°ف)                                                                | 36.1 (97.0)                 | 36.5 (97.7)                 | 34.5 (94.1)                 | 29.2 (84.6)                 | 21.5 (70.7)                 | 20.7 (69.3)                 | 18.6 (65.5)                 | 25.0 (77.0)                 | 24.4 (75.9)                 | 29.0 (84.2)                 | 36.0 (96.8)                 | 35.4 (95.7)                 | 36.5 (97.7)                 |
| متوسط درجة الحرارة الكبرى °م (°ف)                                                    | 22.6 (72.7)                 | 22.8 (73.0)                 | 20.2 (68.4)                 | 16.4 (61.5)                 | 13.2 (55.8)                 | 11.0 (51.8)                 | 10.7 (51.3)                 | 12.0 (53.6)                 | 14.1 (57.4)                 | 16.1 (61.0)                 | 18.3 (64.9)                 | 20.9 (69.6)                 | 16.5 (61.7)                 |
| المتوسط اليومي °م (°ف)                                                               | 15.7 (60.3)                 | 15.5 (59.9)                 | 13.8 (56.8)                 | 11.1 (52.0)                 | 9.1 (48.4)                  | 7.5 (45.5)                  | 7.0 (44.6)                  | 7.8 (46.0)                  | 9.1 (48.4)                  | 10.9 (51.6)                 | 12.5 (54.5)                 | 14.5 (58.1)                 | 11.2 (52.2)                 |
| متوسط درجة الحرارة الصغرى °م (°ف)                                                    | 8.8 (47.8)                  | 8.3 (46.9)                  | 7.4 (45.3)                  | 5.9 (42.6)                  | 5.0 (41.0)                  | 4.0 (39.2)                  | 3.3 (37.9)                  | 3.6 (38.5)                  | 4.1 (39.4)                  | 5.7 (42.3)                  | 6.7 (44.1)                  | 8.2 (46.8)                  | 5.9 (42.6)                  |
| أدنى درجة حرارة °م (°ف)                                                              | −2.0 (28.4)                 | −5.2 (22.6)                 | −5.1 (22.8)                 | −5.2 (22.6)                 | −7.9 (17.8)                 | −7.2 (19.0)                 | −8.0 (17.6)                 | −5.6 (21.9)                 | −5.0 (23.0)                 | −4.3 (24.3)                 | −4.0 (24.8)                 | −4.0 (24.8)                 | −8.0 (17.6)                 |
| الهطول مم (إنش)                                                                      | 47.1 (1.85)                 | 43.7 (1.72)                 | 63.9 (2.52)                 | 110.9 (4.37)                | 169.9 (6.69)                | 205.6 (8.09)                | 158.5 (6.24)                | 152.3 (6.00)                | 93.5 (3.68)                 | 87.1 (3.43)                 | 60.5 (2.38)                 | 53.5 (2.11)                 | 1٬246٫5 (49.07)             |
| متوسط أيام هطول الأمطار                                                              | 9                           | 8                           | 11                          | 14                          | 20                          | 20                          | 20                          | 19                          | 15                          | 15                          | 12                          | 10                          | 173                         |
| متوسط الرطوبة النسبية (%)                                                            | 64                          | 67                          | 72                          | 79                          | 85                          | 87                          | 86                          | 81                          | 75                          | 72                          | 69                          | 66                          | 75                          |
| المصدر: Dirección Meteorológica de Chile (precipitation days and humidity 1970–2000) |                             |                             |                             |                             |                             |                             |                             |                             |                             |                             |                             |                             |                             |

## معرض صور

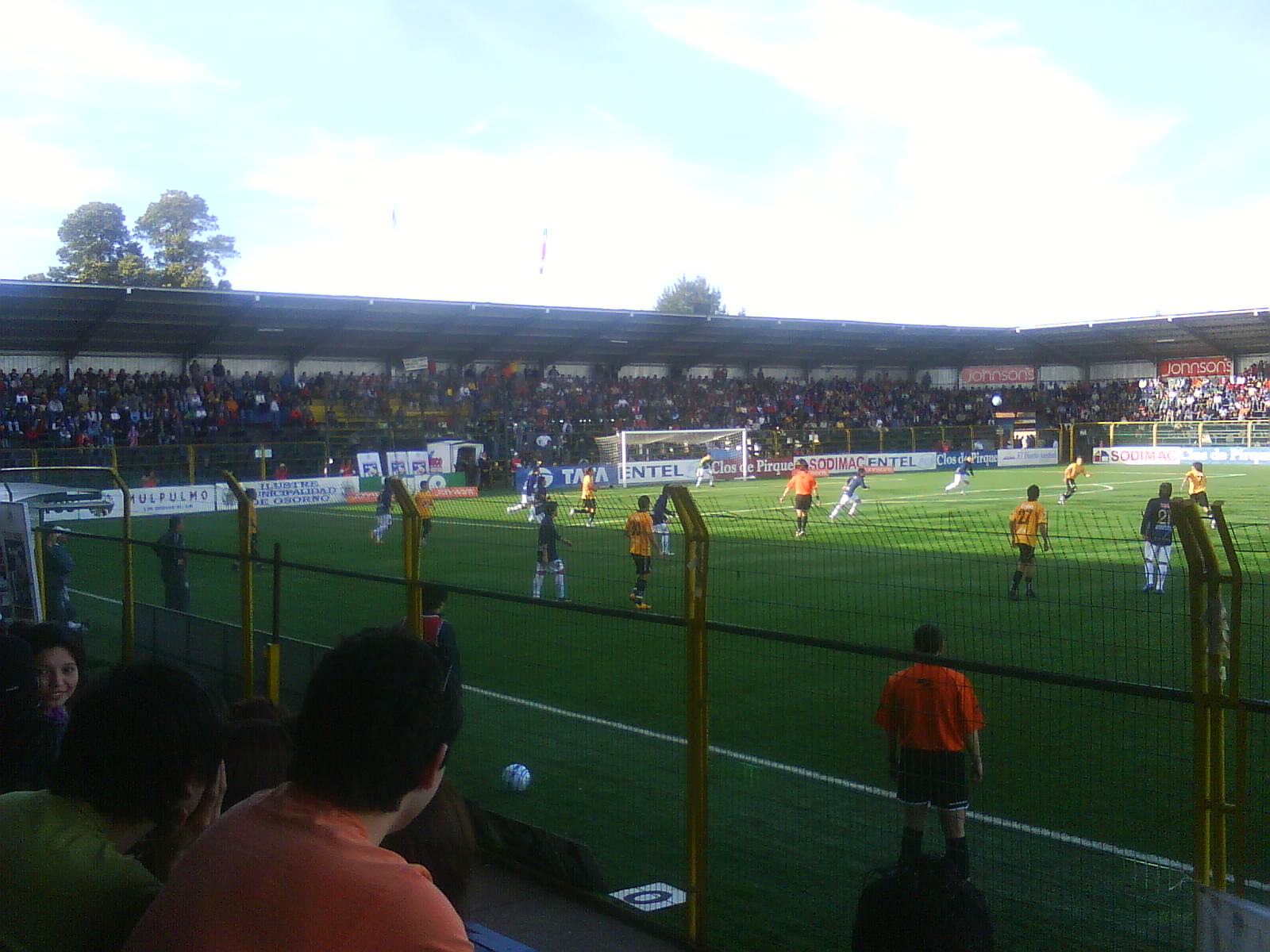
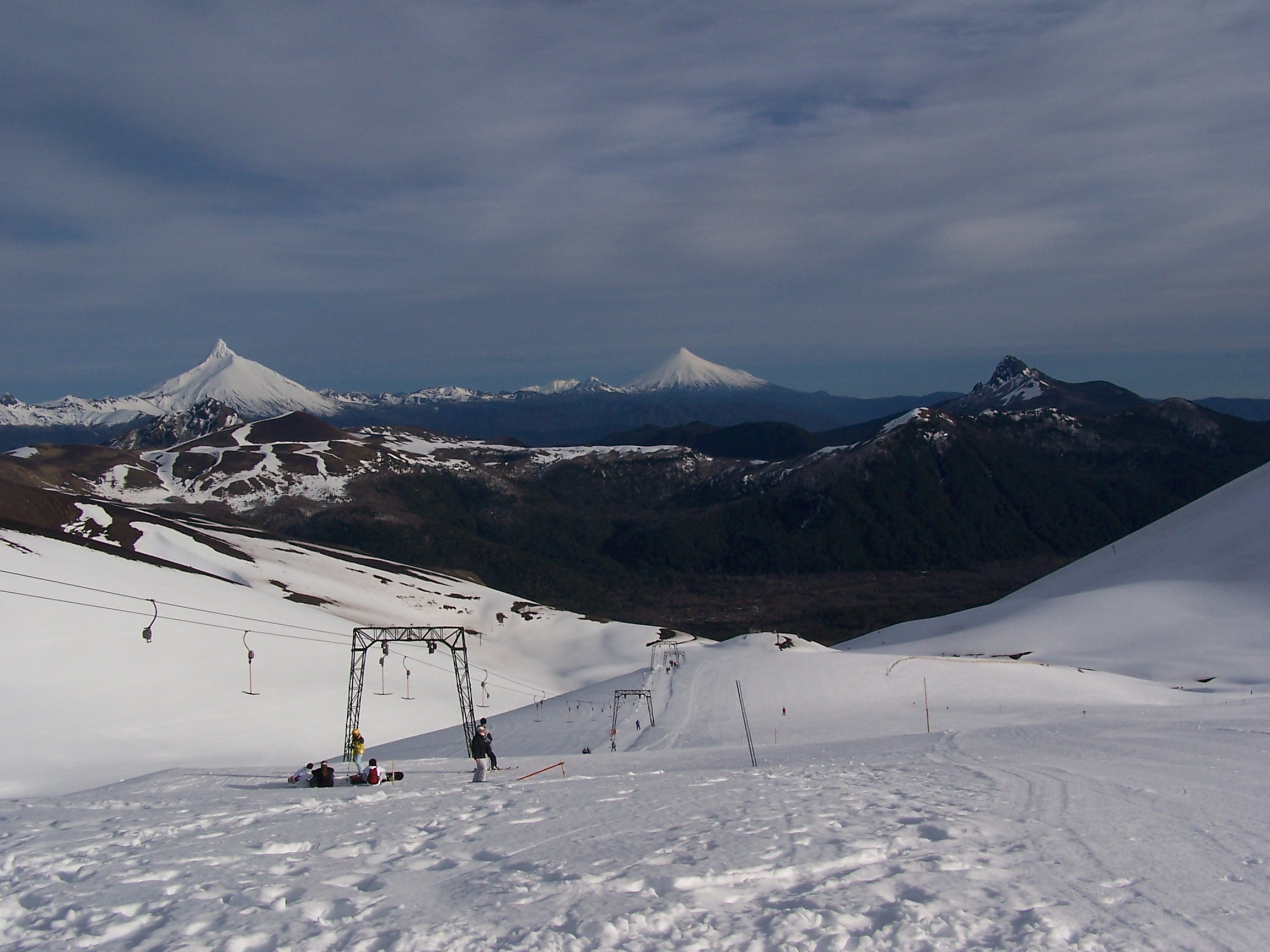
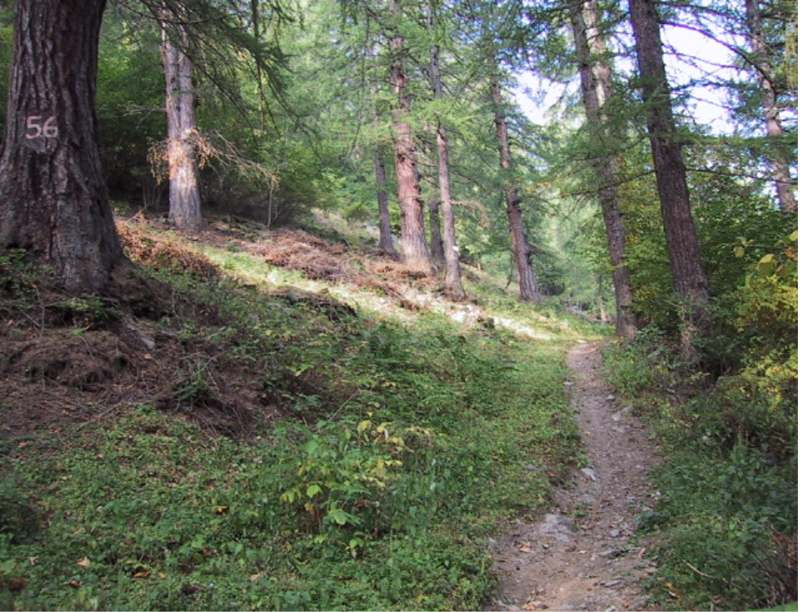
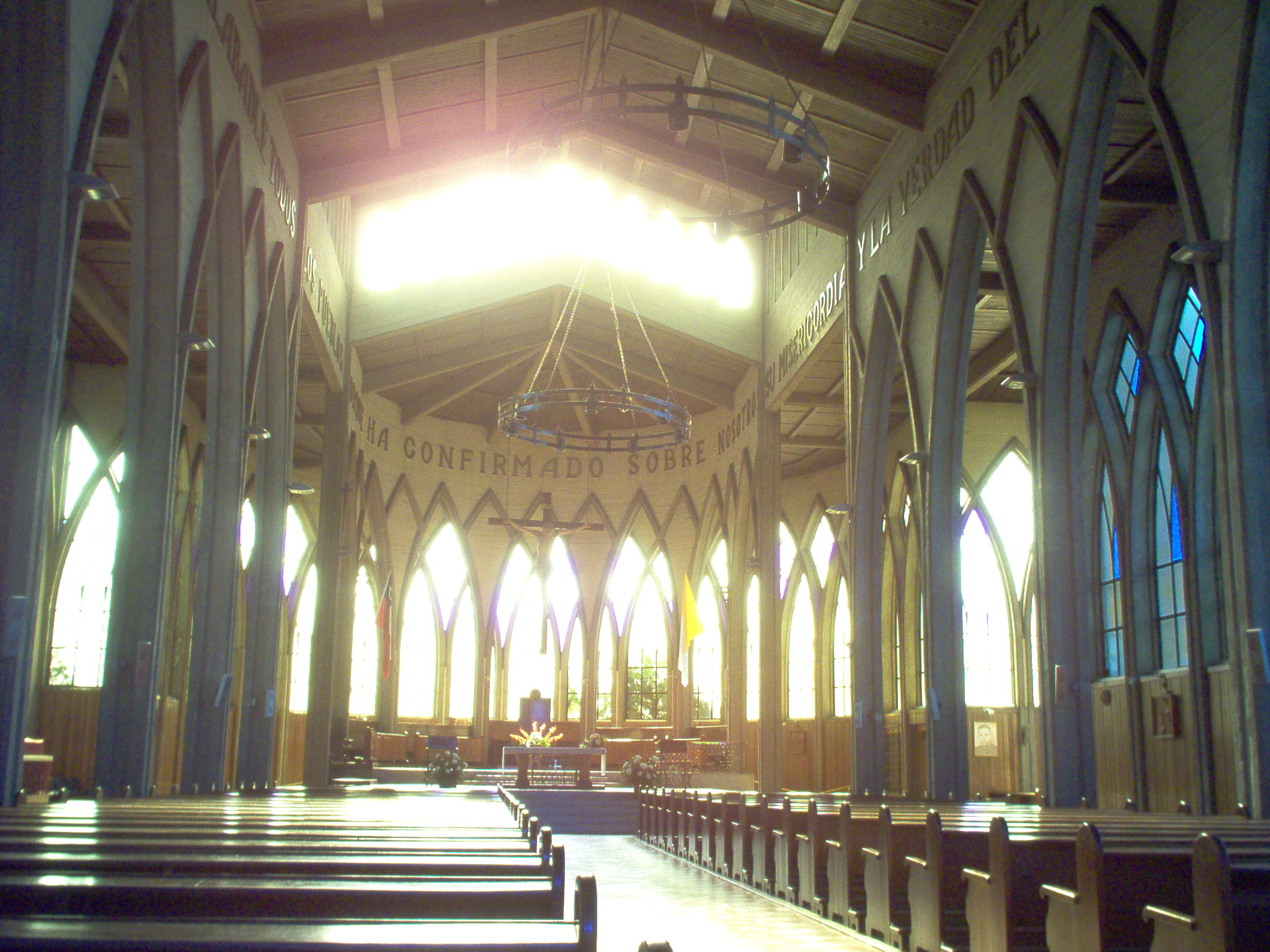

## مدن توأم
المدن التوأم:
- باريلوتشي.

## أعلام
- فرانشيسكو بيزارو
- كلاوديو باريينتوس
- كارولاينا رويز كاستيلو
- غييرمو سوبيابري
- روبين ماركوس